# Főbenjáró átkok
A főbenjáró átok Rowling Harry Potter-könyveiben szereplő kifejezés. A varázslók világában három főbenjáró átok létezik, amelyeket ha valaki emberen használ, a Mágiaügyi Minisztérium 1717-ben hozott törvénye szerint az Azkabanba kerül. A főbenjáró átok végrehajtásához nagy akarat- és varázserővel kell rendelkezni. Ez a szabály azonban sok esetben nem kerül betartásra, ugyanis Harry a bankban például használta az Imperius-átkot, igaz, nem sok sikerrel, pont csak annyival, hogy a földre kényszerítse – a Cruciatus-átkot használta Bellatrix Lestrange-en.

## Imperius
Az Imperius-átok a kiszolgáltatottság átka, varázsigéje az Imperio! Az áldozat mindenben követi az őt megátkozó varázsló utasításait. Sokan azt állítják, hogy ennek az átoknak a hatása alatt álltak, amikor csatlakoztak Voldemorthoz. Voldemort és a csatlósai előszeretettel használják. Az Imperius-átok valószínűleg egy időre törli (vagy kikapcsolja?) a megátkozott fél elméjét, és a varázslat egy láncot fűz a támadó és az elszenvedő között. Ez egy gondolati lánc: az átok láncán át a támadó saját parancsai teljesítésére kényszeríti a másik félt. Az elszenvedő agyában csak a parancs teljesítése áll, azonban hatalmas erőfeszítéssel el lehet szakítani ezt a gondolati láncot. Ahhoz, hogy valaki használja az átkot, teljes akaraterőnek kell átjárnia a támadó elméjét; csak így sikerül. 
Ez az átok legyőzhető, csak erős akarat kell hozzá. Harrynek sikerül is, negyedik próbálkozásra, amikor Rémszem Mordon Sötét varázslatok kivédése-órán használja rajta.

## Cruciatus
A Cruciatus-átok kínzás-átok, amely gyötrő fájdalmat okoz az áldozatnak, s az akár az eszét is elvesztheti. A varázslat varázsigéje a Crucio! Többek közt Bellatrix Lestrange alkalmazta Frank és Alice Longbottom ellen: ezzel az átokkal az őrületbe kergette őket. Bellatrix szerint az átok elvégzéséhez a testet és a lelket a legnagyobb gyűlöletnek kell átjárnia. Azonban nem ő az egyetlen használója: minden halálfaló és Voldemort nagyúr is használta már. Filmes példa erre a Harry Potter és a Tűz Serlege.
A Cruciatus-átok egy hatalmas áramütést mér a mellkasi izmokra, és azok összerándulnak (lásd: Harry Potter és a Tűz Serlege film változatában, a temetős jelenetnél).

## Avada Kedavra
Az Avada Kedavra halálos átok. A varázslat varázsigéje az Avada Kedavra. Az átok varázsszava és elnevezése egy arab kifejezésből ered (ahadda kedahra = szavammal pusztítok). Más források szerint az arámi „abracadabra” (jelentése: pusztuljon a dolog) szóból származik. Leginkább gonosz varázslók használták, közülük is leggyakrabban Voldemort,valamint szolgái, a halálfalók.
A muglik (varázstalan emberek) nem fejtették meg az okát, hogy mitől hal meg ennek az átoknak az áldozata, hiszen az Avada Kedavra nem hagy külsérelmi nyomot a halottakon. Valószínű, hogy az átok a szívet támadja meg egy villámszerű csapással, ezért nem látszik külső seb.
Ez az átok általában kivédhetetlen, a megátkozott azonnal meghal. Az átok kimondásakor a varázspálca zöld fényt lő ki. 

### Áldozatok
Az átkot leggyakrabban Voldemort alkalmazta. Ezzel ölte meg Harry szüleit, James és Lily Pottert is. Továbbá a Nagyúr idézte átok áldozatává vált Bertha Jorkins, Frank Bryce, Alastor Mordon, Gregorovics, és a mugliismeret tanár, Charity Burbage is. Utóbbit az átok elmondása után megetette kígyójával, Naginival.
Bár közvetetten, de Voldemort okozta a halálát Cedric Diggory-nak. Az átkot azonban nem ő, hanem Peter Pettigrew mondta rá az áldozatra.
Szintén ezt a varázslatot alkalmazta Bellatrix Lestrange Sirius Black-en, Perselus Piton Albus Dumbledore-on, és Stan Shunpike Hedvigen.
Voldemorttal is ez az átok végzett, mikor Harry ellen harcolt. Mivel a bodzapálcával Harryt, a pálca urát támadta meg, az átok vissza hullt rá, mert a pálca nem harcolhat a gazdája ellen.

### Túlélők
Bár az átok ellen nem lehet védekezni semmilyen módon, mégis létezik két olyan ember (a legtöbben csak egyikükről tudják), akik túlélték a csapást. Egyikük az akkor még egyéves és három hónapos Harry Potter, akit Voldemort támadott meg. Azonban az átok nem hatott, sőt visszafordult alkalmazója ellen, mivel nem sokkal a támadás előtt Lily Potter életét áldozta gyermekéért, akire ezzel egy különleges védővarázslat vetült, így Harry egy villám alakú sebhellyel a homlokán élte túl az eseményt. Azonban a visszafelé elsülő varázslat Voldemortot sem ölte meg, mert addigra már horcruxai által gondoskodott saját halhatatlanságáról. Lily Potter megölésével és a közvetlen támadás következményeként az egyik horcrux maga Harry Potter lett.